# 德川吉宗
德川吉宗（日语：／ Tokugawa Yoshimune；1684年11月27日—1751年7月12日），日本江户幕府第八代征夷大将军，1716年至1745年在任。
德川吉宗为紀州藩藩主德川光貞第四子，1705年于父兄相继去世后成为纪州五代藩主。1716年，随着七代将军德川家继早夭，德川宗家绝嗣，吉宗继任为第八代将军。
其人崇简恶繁，在位期间奖励武艺、恢复武家传统游猎活动“鹰狩”、开发新田、放宽外国书籍的进口限制等。另一方面，面对幕府财政困窘难题，吉宗大幅提高赋税率，苛敛诛求，实施保守经济政策，虽受武士阶级追捧享“幕府中兴之祖”之誉，然其执政时期亦为农民暴动最为频繁的时代之一。

## 从末子到藩主
貞享元年（1684年）十月二十一日，吉宗出生於和歌山城若山吹上館，幼名“源六”。其父乃纪州藩二代藩主德川光贞，母親为巨勢利清之女·纹子（淨圓院）。
吉宗出生时由于其父光贞年迈，遂按当时惯习将他丢于树下，再由纪州藩藩臣加纳政直抚养。 
元禄十年（1697年）四月，时任幕府五代将军的德川綱吉驾临紀州藩邸时，封其为從四位下左近衛權少將，又赐越前丹生3萬石，任葛野藩藩主。自此吉宗成为大名。
元祿十一年（1698年），父光貞隱居，长兄德川綱教繼任为纪州藩第三代藩主。
宝永元年（1704年）四月，长兄纲教之妻鹤姬去世。五代将军纲吉无男嗣，鹤姬乃纲吉爱女，此前纲教作为纲吉唯一的女婿，是为六代将军的有力人选。然鹤姬过世，纲教与将军大位失之交臂，同年十二月，将军世子确立为甲府藩藩主德川家宣。
寶永二年（1705年）五月，长兄纲教逝世，次兄賴職称为纪州藩第四代藩主。同年八月，父光貞逝世，享壽八十歲。一個月後，就任四代藩主未久的次兄賴職亦去世。
如此，21歲的松平賴方成為纪州藩第五代藩主，拜领五代将军德川纲吉偏讳“吉”字，正式更名为“德川吉宗”。
宝永三年（1706年），吉宗迎娶伏見宮貞致親王之女真宮理子女王。
纪州藩在初代藩主德川賴宣時遂已入不敷出，二代藩主德川光贞的治理虽见成效，无奈海啸、大火等自然灾害不歇，又因吉宗长兄纲教迎娶将军之女所费颇多，纪州藩财早已不堪重负。
吉宗成为五代藩主后带头勤俭节约，力求缩减开支以弥藩财窟窿。其每日只进两顿饭，每顿三菜一汤，这一习惯直到他成为幕府将军仍未有改变。
縮減開支外，吉宗還兴修水利、改善農田、设立诉讼箱直接听取百姓诉愿，且鼓励学问研究、武术研习与孝行，致力于改善社会风气，颇受领民好评，芳名远扬。

## 将军时代

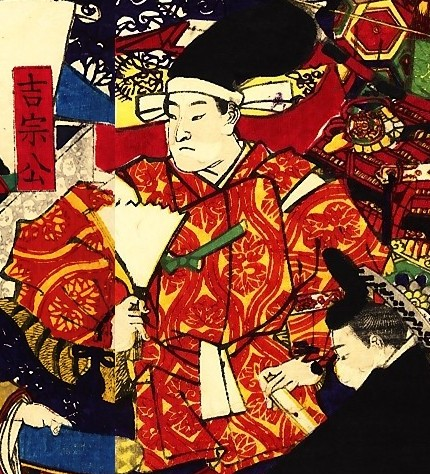
浮世繪中的德川吉宗

### 就任将军
宝永六年（1709年）正月，五代将军德川纲吉去世，六代将军德川家宣继任。家宣在职三年而薨，子德川家继继任为七代将军，然在职四年而夭。
有关八代将军的人选，其一为御三家尾张藩六代藩主·德川继友，其二为御三家纪州藩五代藩主·德川吉宗，其三为六代将军德川家宣同母弟·松平清武。
尾张继友素来风评不佳，且尾张藩内讧不断，故而虽尾张为御三家之首，八代将军之争中却未占上风。而论血统，松平清武为六代将军同母弟、七代将军的亲叔叔，本应是当之无愧的人选。然其幼时即被过继出去，纲吉、家宣、家继三代皆未恢复其德川家人的名分，故虽血统最近，然也未占上风，且此时清武已年迈，有传闻说他本人亦无成为将军的野心。
吉宗任纪州藩主时因其斐然政绩已名声在外，且论辈分他与五代将军德川纲吉齐平，乃幕府初代将军德川家康之曾孙，论血统亦不逊色。故八代将军在家宣正室天英院、侧室月光院、侧用人间部诠房及幕阁高层的一致同意下最终由吉宗担任。
八代将军之争中，素来有好事者喜将个中因果同家宣正室天英院与侧室月光院的宫闱斗争相联系，近世史学界已否定该类逸闻杂说。

### 享保改革的功过
吉宗基于纪州藩主时代的治理经验，在走马上任后积极着手改革。
其理念在于复古元祖血脉，标榜诸事以初代家康的时代为基准，故甫一上台即恢复了武家传统狩猎活动“鹰狩”，因家康酷爱该项活动，且鹰狩本身亦为将军武威的一种创出手段。
另一方面，他对五代将军德川纲吉怀有敬爱之情，执政伊始即废除家宣家继两代的法令，将『武家诸法度』恢复为纲吉时期的天和令，又厚待朝鲜通信使，外交公文所用名号亦从家宣时代的“日本国王”恢复至纲吉时代的“日本国大君”。纲吉认为名中“纲”字乃兄长兼主君家纲所赐，故成为将军后未使用“家”字。吉宗上台亦未用“家”字替换纲吉所赐“吉”字。
吉宗所主持的享保改革，其中重要举措有开发新田、整备幕府机关、精简大奥与幕府冗员、设置目安箱听取百姓的意见、设置小石川养生所救济穷苦病患、放宽外国书籍的进口限制、鼓励研习武艺等。
面对财政赤字难题，他任命水野忠之为老中试图恢复幕府财政，然其经济政策延续的是儒学者新井白石的保守方针，在幕府矿山枯竭、金银于对外贸易中大量流失的窘况下前中期无视货币改铸的效益，专注于提高赋税率与开垦新田，致使农民暴动频发。过往虽时有农民发泄不满继而举起锄镰讨要说法，然到底局限于对各自藩主的不满。而吉宗政权下，甚至于幕府的直辖领地亦有暴动，农民的怨怼矛头直指领主吉宗的苛敛诛求。
保守的经济政策加之过于严苛和频繁的节约令，吉宗政权下的社会经济与文化陷入长期的停滞不前（又有一说为“低成长时期”）。元禄五年（1692）书籍出版达7240册，而享保十四年（1729）仅出版3417册，其中和书、物语、俳谐书等曾共襄庶民文化之繁昌的非学问类书籍的萎缩尤为明显。
并且虽打出节约口号，吉宗的日常生活亦大体遵循节俭方针，但同时他恢复了武家传统游猎活动“鹰狩”，扩大鹰场、扩充人员，所费巨额金钱与人力在过往描述被有意避而不谈。鹰狩古来带有剥削压榨百姓的特征，人足马蹄踏过处为百姓田地，猎场周围的居民还需上缴特别税金。不仅如此，享保十三年（1728年）四月，吉宗作为幕府将军，时隔六十五年再度参拜日光东照宫，所费约二十万两。
执政中后期，在大冈忠相的建议下，吉宗下令幕府改铸货币，面对米价暴跌、武士生活困窘的境地改变了政权前中期的保守经济政策，从而使得享保改革保持在好评大于恶评的位置。然好评与恶评皆出自有能力著书流传后世的武士之手，故“幕府中兴之祖”这一美誉仅可说是统治阶级的肯定，于普通百姓而言，其“米将军”之称是褒是贬、是颂或嘲，更待该领域进一步的研究与分析。

### 侧近政治与权柄
德川幕府作为中央集权与君主集权发展到最巅峰的时期，“侧近政治”的诞生具有其必然性。
早在三代将军德川家光时期，家光就通过将幼时起即侍奉左右的侧近比如松平信纲、堀田正盛、稻叶正胜插入幕阁老中行列，试图脱离家康秀忠时期门阀重臣的束缚。
以上三人及他们的子辈，再加上保科正之与酒井忠清，遂构成了四代家纲时期的幕阁。此时幕政大事需通过幕府上层老中的商议共同决定，史学界称之为“老中合议制”。
过往说法中，江户幕府于五代将军德川纲吉时期开启将军独裁的“侧用人政治”，然这一说法已被深井雅海为首的近世史学家否定。
由于幕府上层门阀武士多为世袭，重出身而轻能力，故不论出身只看能力的纲吉上台后不再重用世袭门阀，转而重用牧野成贞、柳泽吉保为首的侧用人（将军侧近中的最高位者）。
侧用人可认为是总统秘书长，负责将军与幕臣间的联络，被视为将军独裁政治的重要媒介。然深井雅海于《徳川将军の政治権力の研究》一书中提到纲吉时期的侧用人，其主要职能是代表将军参与老中的合议，处于“老中合议制”的延长线上，而非将军独断。
纲吉去世后，侧用人柳泽吉保亦退出幕府。家宣上台时起用间部诠房为侧用人，完美继承了纲吉收拢在手的将军大权。家宣薨后，间部诠房与学者新井白石尽心辅佐七代将军德川家继，延续了纲吉家宣两代的将军权威。
家宣家继时期，侧用人的权力进一步扩大，纲吉时期的政务犹需经过老中合议，侧用人更多的是作为合议的领头羊参与其中，家宣家继时期的间部诠房则会不经老中合议而独自颁布法令与告知人事变动。
由此，对侧用人心怀不满的门阀武士急需一位能够抛弃侧用人的将军。
继任为八代将军时的吉宗废除侧用人，另设“御用取次”一职，由纪州时代的侧近心腹有马氏伦与加纳久通担任，又抬举幕阁老中，给予他们相应的尊重，因此博得世袭武士阶层的好感。然吉宗的妥协仅存在于表面，只名义上重用门阀出身的幕阁老中，政事的开展仍以有马加纳为核心，吉宗时期的“老中合议制”可谓形同虚设。
过往描述中，吉宗摒弃侧用人转而重用幕阁老中，呈现出甘于大度分享权力的开明形象，然将军专制实则在吉宗时期来到新的高峰。吉宗时期的侧近二人之所以存在感低，其主要原因在于相比柳泽吉保、间部诠房、田沼意次这“三大侧用人”的高规格待遇，此二人晚年方成为堪堪一万石的小大名。
近年来伴随侧近政治相关研究的显著进步，近世史学界对侧近（侧用人）的评价亦趋向正面和积极，认为侧近政治的诞生和发展具有其历史必然性。

### 继承人指定与薨逝
各种逸话里，吉宗晚年似乎苦恼于继承人的择定，然而事实上在就任将军的八年后，其年仅十三岁的长子长福丸已元服并取名“家重”。“家”字来源初代家康，后成为德川宗家的家传字，已足够代表从此家重便是无可争议的世子。
诚然家重疑似脑神经损伤、口齿不清，与吉宗文武双全的次子宗武相比实在逊色。然而吉宗作为首个无嫡系血统的将军以及天下武士的统领，他并无可能抛弃德川幕府一百余年以来的长子继承之铁律。家重漏尿也好，口齿不清也罢都并非后天所得，而是先天疾病所致，吉宗对此不会不知。即便如此，家重依然是十三岁时即公布于世的将军继承人，但有犹豫，立嗣问题上吉宗或许都会暂缓数年。
虽有传闻说家重耽溺酒色、不务正业，然据大冈忠相记载，吉宗隐退前对大冈忠相说：「家重已经能独当一面了，所以我决定移交政权后搬到西丸住。我把今天当最后一次参拜红叶山御宫，好在天气很好，如此就经没有一丝留恋了。」由此可以看出吉宗在隐退时已认为家重能够独当一面故而才没有一丝留恋地放权与他。
家重留下的传说虽不若其父吉宗多，然其在任期间尚推行过各类可圈可点的政策，并为安抚因其父吉宗增税导致的农民暴动而启用田沼意次，又留下遗言要求十代将军德川家治与田沼意次君臣一心。家重时代，侧用人政治再度恢复，这不仅足以证明家重作为将军的权威，同时也为拥有卓绝才能的经世家田沼意次的上台铺设了康庄大道。可以说，家重决非昏聩无能之人。
隐退翌年，吉宗中风偏瘫，右半身麻痹且有些许口齿不清，后坚持康复训练使后遗症有所好转。寶曆元年六月二十日（1751年7月12日），吉宗因脑梗（疑似）病逝，享壽六十七歲，葬於上野寬永寺第二靈廟，法名「有德院贈正一位大相國尊儀」，受朝廷追封為正一位太政大臣。

## 家系
- 父親：德川光貞
- 母親：巨势纹子（淨圓院）

### 兄弟姊妹
- 姊妹：榮姬、光姬、育姬
- 兄：綱教
- 兄：賴職
- 兄：次郎吉 （早夭）

### 妻妾
- 御台所：真宮理子女王 （寬德院）
- 側室：須磨（深德院）
- 側室：梅（深心院）
- 側室：古牟（本德院）
- 側室：久免（覺樹院）

### 子女
- 子：德川家重 （德川幕府第九代將軍）
- 子：德川宗武（田安德川家初代）
- 子：源三（早夭）
- 子：德川宗尹（一橋德川家初代）
- 女：芳姬（早夭）

## 登場作品
小說
- 大草鞋之男（日本經濟新聞社、津本陽（日语：津本陽）著）

影視劇
- 紀州的暴坊（1956年、東映、演：中村賀津雄（日语：中村嘉葎雄））
- 丹下左膳（1958年、東映、演：東千代之介）
- 新吾十番勝負（日语：新吾十番勝負#映画）（1958年、東映、演：大友柳太朗）
- 丹下左膳：怒濤篇（1959年、東映、演：里見浩太郎）
- 丹下左膳（1963年、松竹、演：田村高廣）
- 丹下左膳（1965年、TBS、演：山本学）
- 大奧（1968年、KTV、演：松方弘樹）
- 大岡越前（日语：大岡越前 (テレビドラマ)）（1970年、TBS、演：山口崇）
- 男人的氣魄（日语：男は度胸）（1970年、NHK、演：濱畑賢吉（日语：浜畑賢吉））
- 德川女人繪卷（日语：徳川おんな絵巻 (テレビドラマ)）（1970年、KTV、演：高橋昌也（日语：高橋昌也 (俳優)））
- 丹下左膳（1970年、NET、演：中山仁）
- 丹下左膳（1974年、YTU、演：朝野和信）
- 暴坊將軍（1978年、ANB、演：松平健）
- 德川的女人們（日语：徳川の女たち#第二部「悲恋　お袖吉宗」）（1980年、CX、演：中島久之）
- 大奧（1983年、KTV、演：鹿賀丈史）
- 德川風雲錄 御三家的野望（日语：徳川風雲録 御三家の野望）（1986年、TX、演：北大路欣也）
- 丹下左膳（1990年、ANB、演：山村聰）
- 八代將軍吉宗（1995年、NHK大河劇、演：西田敏行）
- 痛快大名德川宗春（1996年、TVA、演：瀧田榮（日语：滝田栄））
- 炎之奉行 大岡越前守（日语：炎の奉行 大岡越前守）（1997年、TX、演：渡邊徹（日语：渡辺徹 (俳優)））
- 挑戰米将軍・吉宗的男人（1998年、TVO、演：榎木孝明）
- 丹下左膳（2004年、NTV、演：風間杜夫）
- 德川風雲錄：八代將軍吉宗（日语：徳川風雲録 八代将軍吉宗）（2008年、TX、演：中村雅俊）
- 大奥（2010年、松竹、演：柴崎幸）
- 大岡越前（日语：大岡越前 (2013年のテレビドラマ)）（2013年、NHK-BS、演：平岳大）
- 超高速！參勤交代（2014年、松竹、演：市川猿之助（日语：市川猿之助 (4代目)））
- 忠臣藏之戀（日语：四十八人目の忠臣#テレビドラマ）（2016年、NHK、演：山田將伍（日语：山田将伍））
- 紀州藩主 徳川吉宗（2019年、BS朝日、演：山本耕史）
- 大奥 最終章（2019年、CX、演：大澤隆夫）
- 大奥（日语：大奥 (2023年のテレビドラマ)）（2023年、NHK、演：富永愛）
- 新•暴坊將軍（2025年1月4日、ANB、演：松平健）

舞台
- 星逢一夜（2015年、寶塚雪組公演、演：英真直樹（日语：英真なおき））

漫畫
- 大奥（白泉社、吉永史作）
- 心如死灰（日语：乾いて候）（雙葉社、小池一夫（日语：小池一夫）作・小島剛夕畫）